# Фрежюс
Фрежю́с (фр. Fréjus) — коммуна на юго-востоке Франции в регионе Прованс — Альпы — Лазурный берег, департамент Вар, округ Драгиньян, административный центр кантона Фрежюс.
Площадь коммуны — 102,27 км², население — 51 537 человек (2006) с тенденцией к росту: 52 532 человека (2012), плотность населения — 514,0 чел/км².

## Географическое положение
Фрежюс расположен южнее горного массива Эстерель, к западу от Канна. Является крупным курортом на Лазурном Берегу Франции с песчаными пляжами и стоянками для фешенебельных яхт.

## История
Морскую гавань на месте современного города заложил для своего флота Юлий Цезарь; в его честь поселение называлось Форум Юлия (лат. Forum Iulii). Среди уроженцев этих мест — древнеримский общественный деятель, полководец и поэт Гай Корнелий Галл (69/68—26 гг. до н. э.). Древнеримские укрепления, амфитеатр и акведук ныне лежат в развалинах. Христианство рано пришло в эти края, о чём свидетельствует баптистерий V века при средневековом соборе св. Леонтия. В 1959 году обрушение близлежащей плотины Мальпассе привело к затоплению Фрежюса.

## Население
Население коммуны в 2011 году составляло — 52 344 человека, а в 2012 году — 52 532 человека.
| 1962  | 1968  | 1975  | 1982  | 1990  | 1999  | 2006  | 2011  | 2012  |
| ----- | ----- | ----- | ----- | ----- | ----- | ----- | ----- | ----- |
| 16953 | 23629 | 28851 | 31662 | 41486 | 46801 | 51537 | 52344 | 52532 |

Динамика населения:

## Экономика
В 2010 году из 30 472 человек трудоспособного возраста (от 15 до 64 лет) 21 525 были экономически активными, 8947 — неактивными (показатель активности 70,6 %, в 1999 году — 67,5 %). Из 21 525 активных трудоспособных жителей работали 18 599 человек (10 065 мужчин и 8534 женщины), 2926 числились безработными (1368 мужчин и 1558 женщин). Среди 8947 трудоспособных неактивных граждан 2333 были учениками либо студентами, 3016 — пенсионерами, а ещё 3598 — были неактивны в силу других причин.
На протяжении 2010 года в коммуне числилось 23 535 облагаемых налогом домохозяйств, в которых проживало 51 679,0 человек. При этом медиана доходов составила 18 тысяч 256 евро на одного налогоплательщика.

## Известные уроженцы города
См. Категория:Родившиеся во Фрежюсе
- Эмманюэль Жозеф Сьейес (1748—1836),  французский политический деятель, аббат.

## Достопримечательности (фотогалерея)

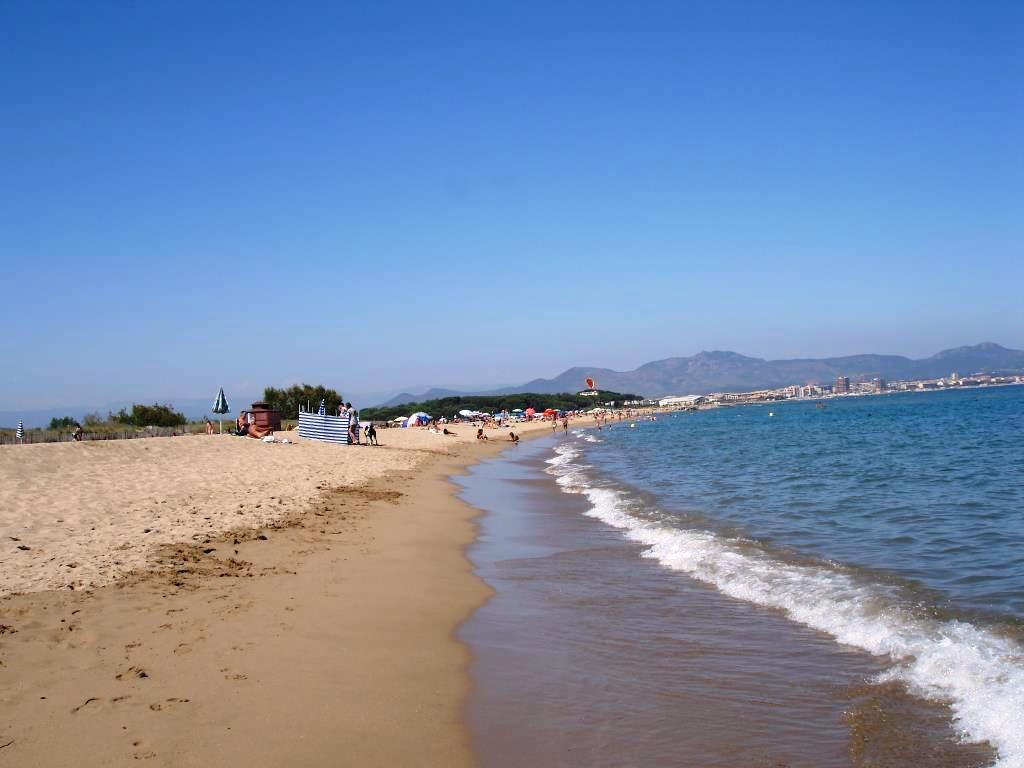
Пляж Сен-Огулф
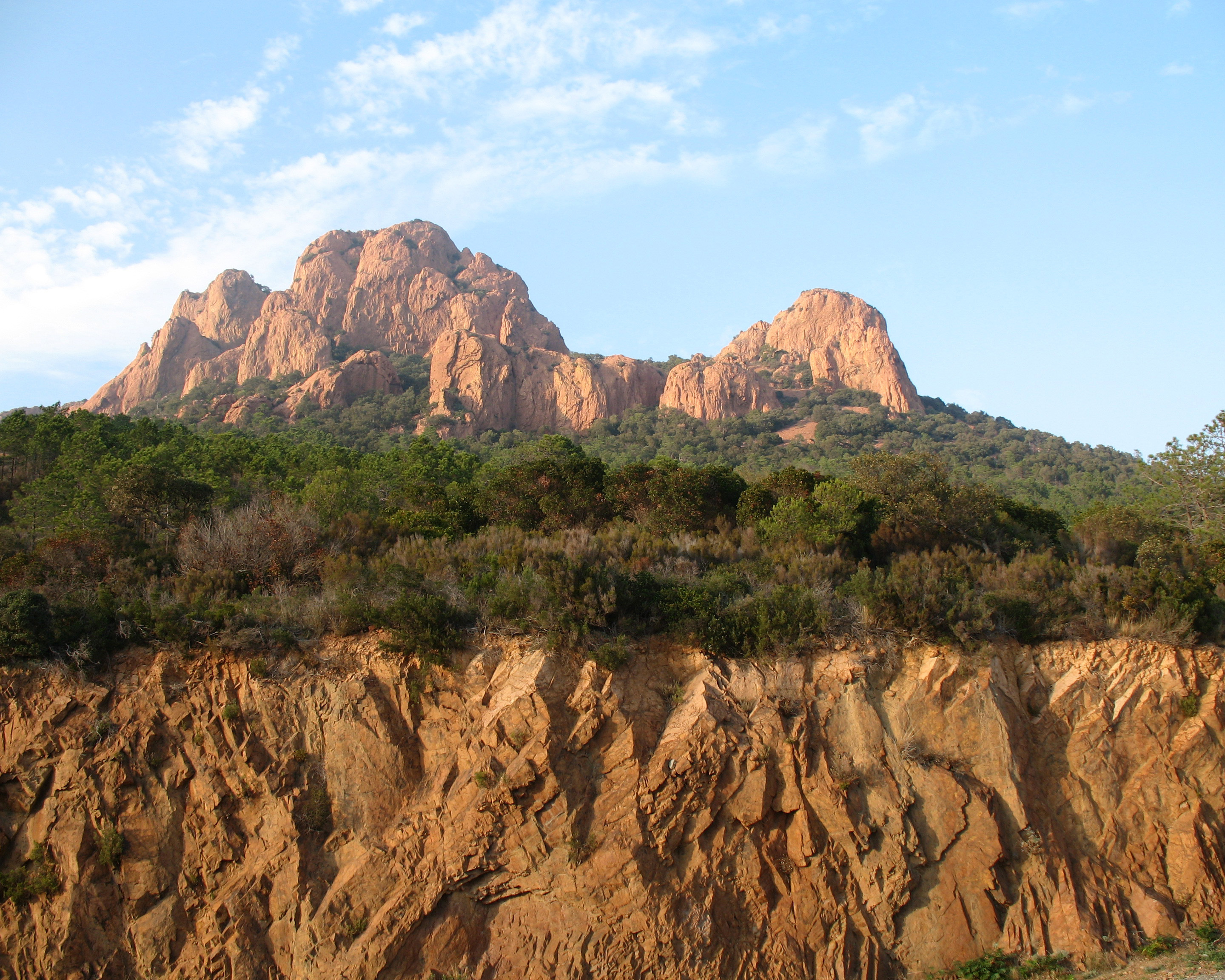
Горный массив Эстерель
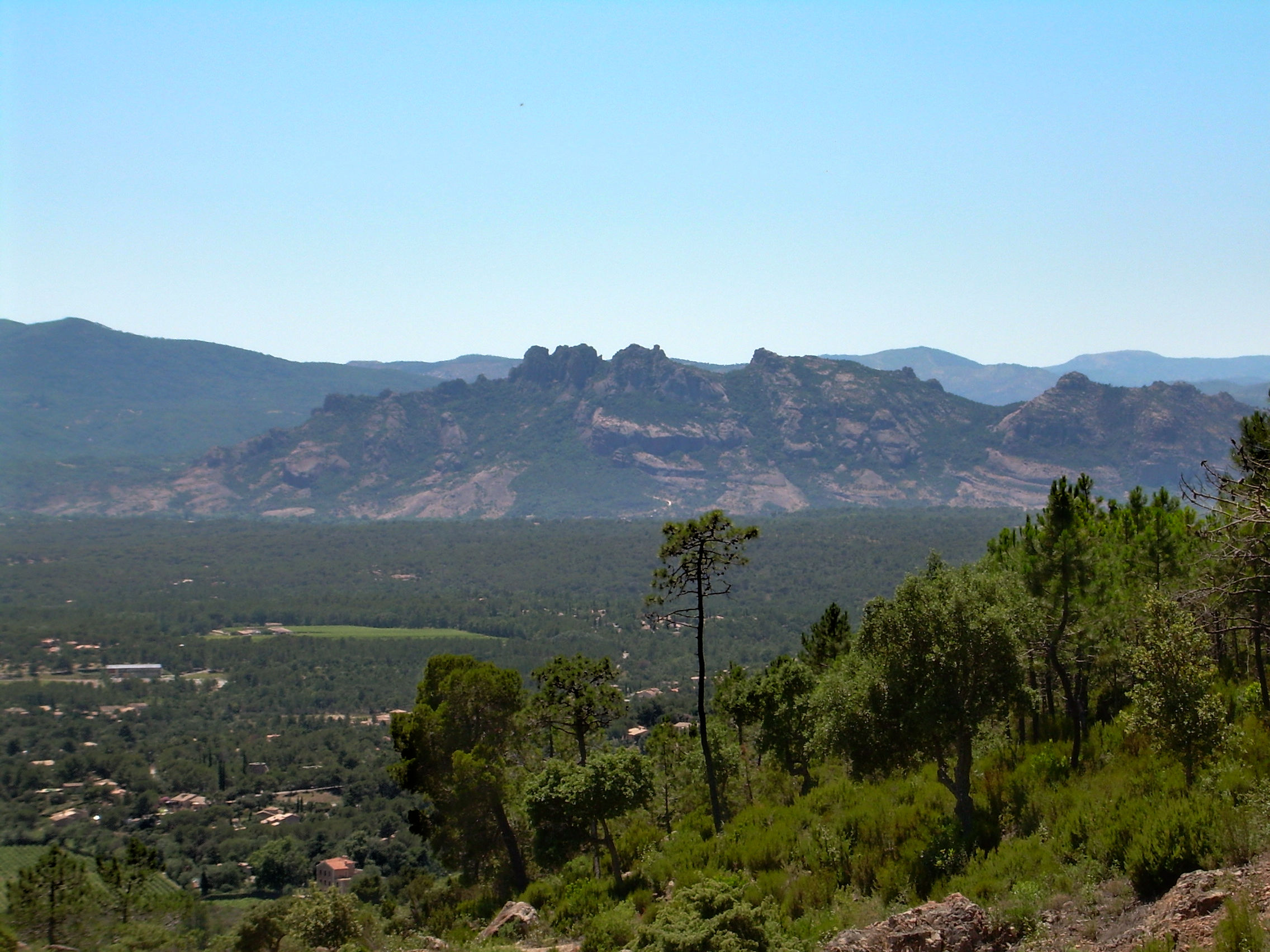
Скалы массива Рокбрюн-сюр-Аржан
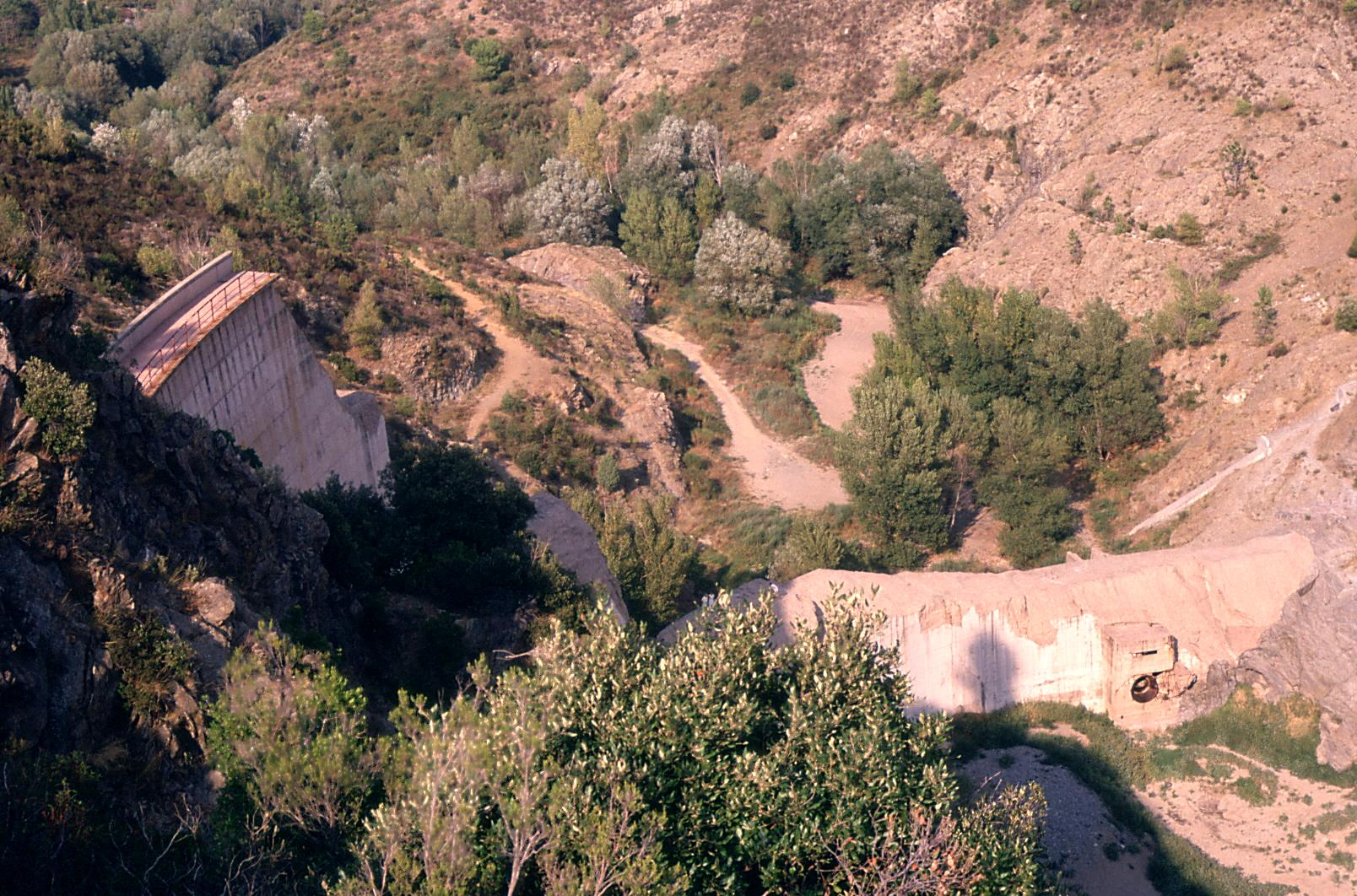
Руины плотины Malpasset
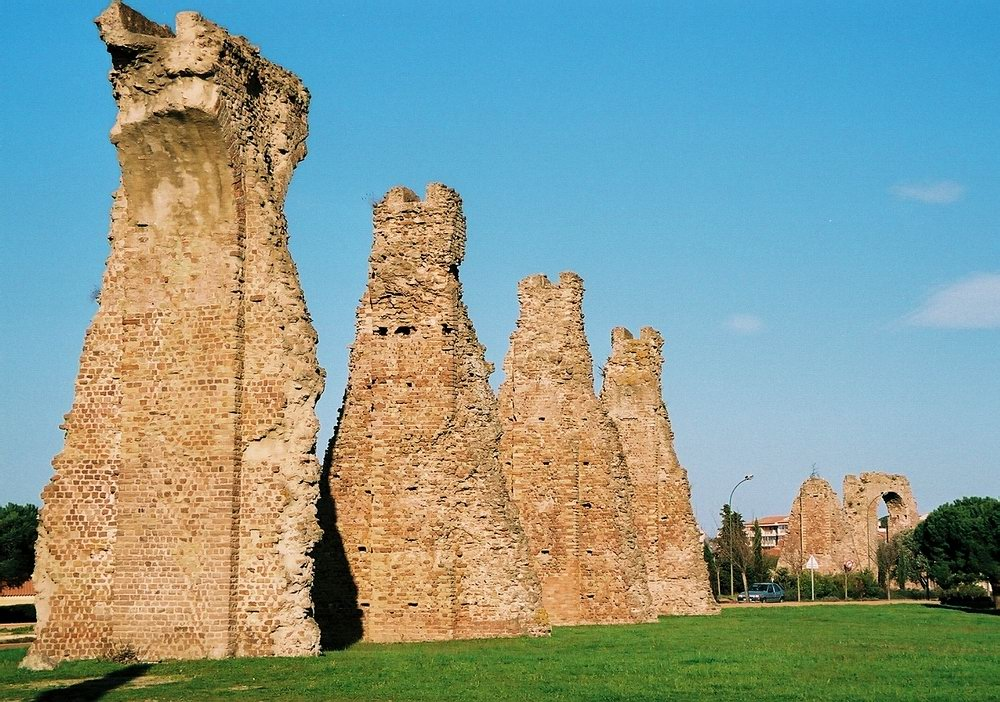
Римский акведук
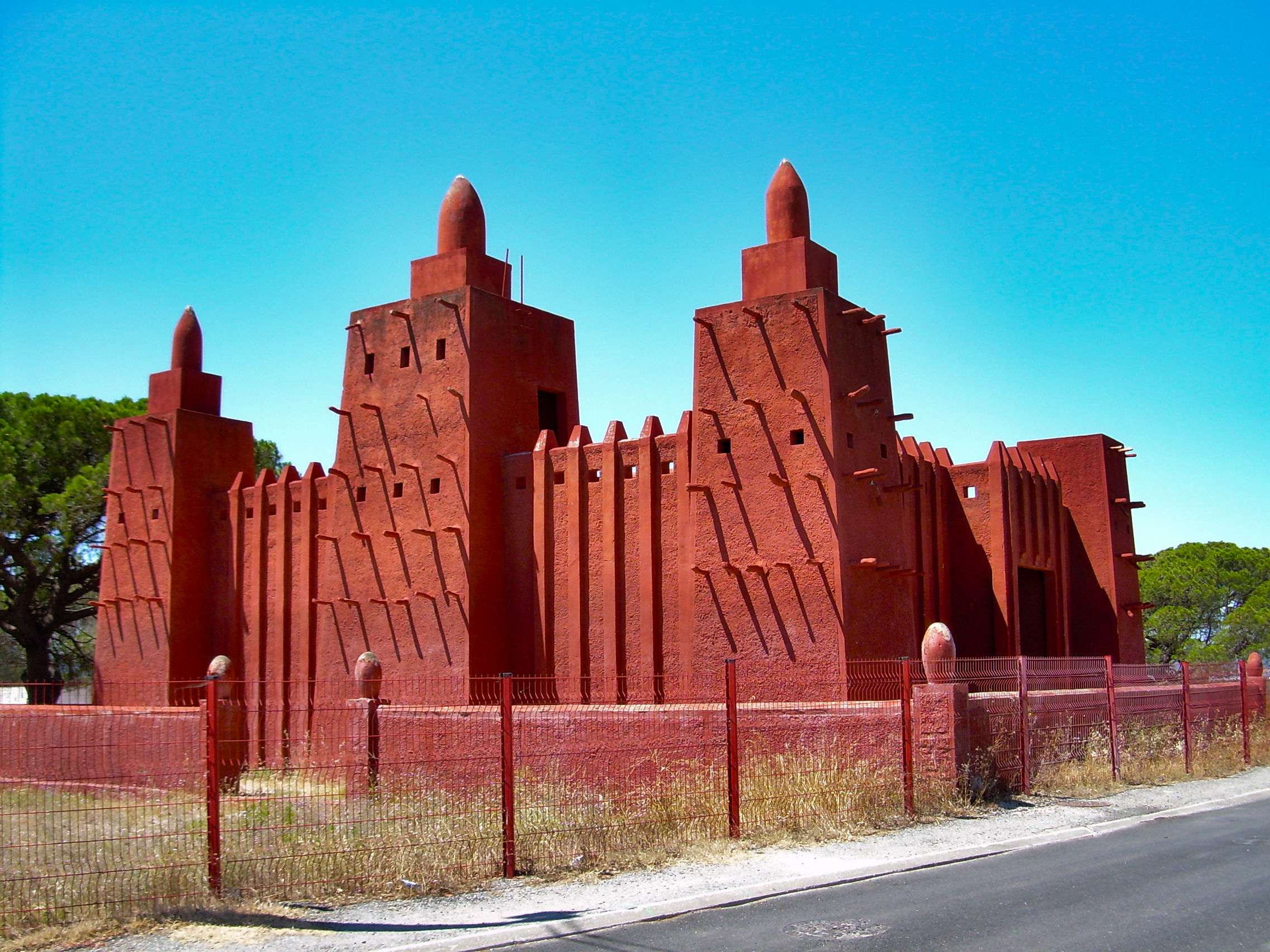
Мечеть миссири
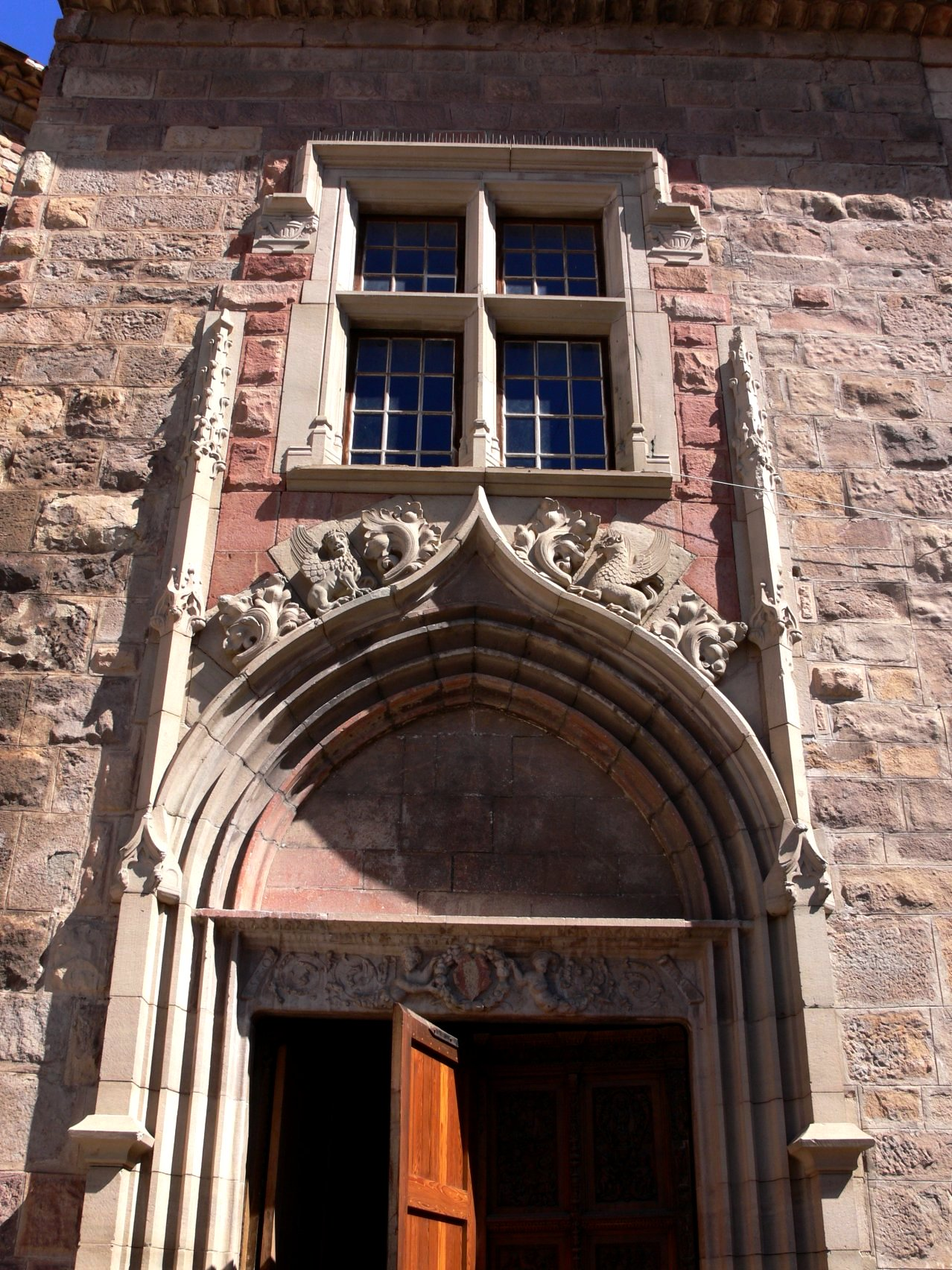
Вход в Собор Святого Леонтия
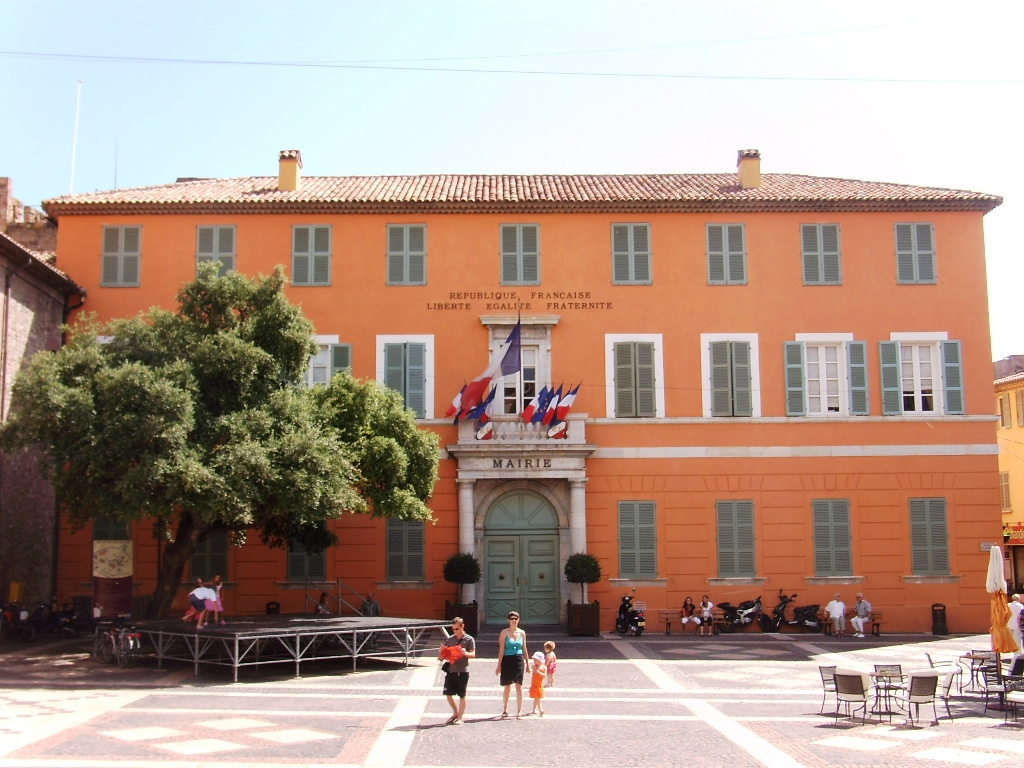
Здание мэрии
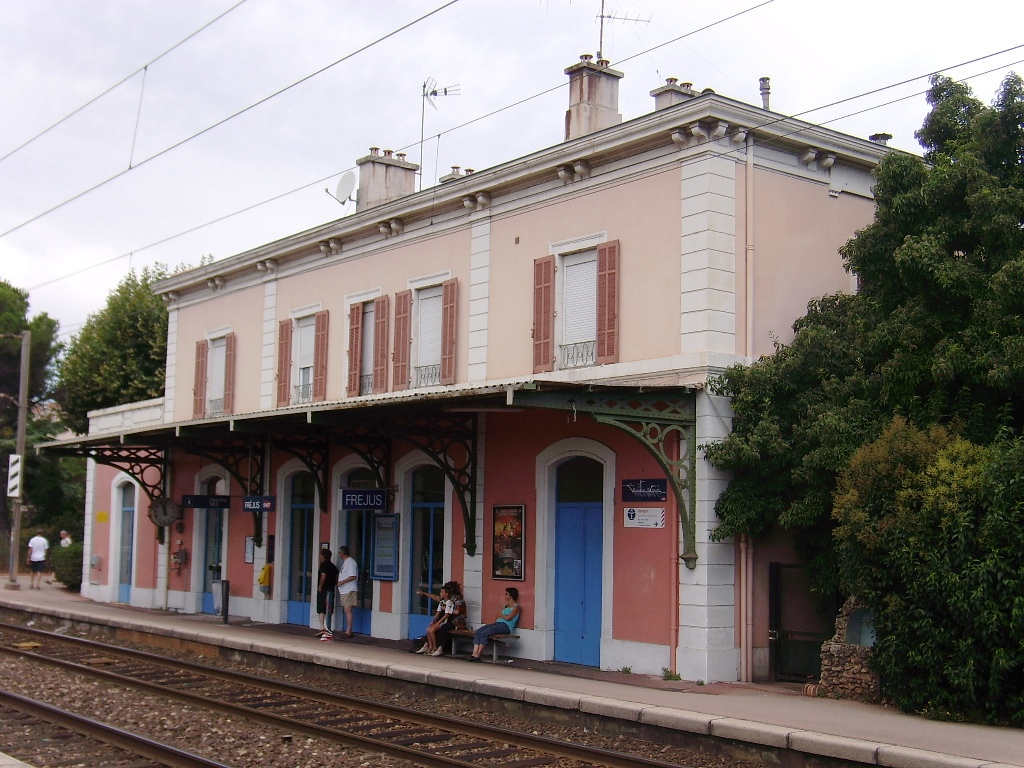
Здание вокзала

|                                   |  |                                           |  |                                |
| Знаменитые песчаные пляжи Фрежюса |  | Общий вид пригорода Фрежюса — Сен-Рафаеля |  | Руины древнеримских укреплений |

## Города-побратимы
- Триберг, Германия (1963)
- Фредериксберг, США (1980)
- Паола, Италия (1984)
- Dumbéa, Франция (1985)
- Пьеве-ди-Теко, Италия (1990)
- Базей, Франция (1990)
- Табарка, Тунис (1997)